# Teen Dream
Teen Dream é o terceiro álbum de estúdio da dupla de Dream pop Beach House. Lançado no dia 26 de janeiro de 2010 sendo o primeiro da banda na Sub Pop Records. Internacionalmente, o álbum foi lançado por Bella Union na Europa, Mistletone Records na Austrália e Arts & Crafts no México.
O disco foi produzido pela própria banda ao lado de Chris Coady. O álbum recebeu aclamação da crítica especializada. Posteriormente foi incluído em listas de melhores álbuns de 2010.

## Recepção
Teen Dream recebeu aclamação da crítica. No agregador de críticas, Metacritic, o álbum recebeu uma classificação de 83/100 indicando "aclamação universal". A AllMusic e o The Irish Times deram uma nota máxima de 5 estrelas ao disco, ambos o chamaram de "magnífico". A BBC Music classificou a sonoridade do disco como "inconfundível", apreciando-o por se aperfeiçoarem. A performance vocal de Victoria Legrand, o redator Jody Rosen da Rolling Stone elogiou o "canto sombrio" de Legrand e o The Boston Phoenix descreveu a sua voz como "[chama] se transformando em fumaça nos arcos da igreja". A The A.V. Club e a Entertainment Weekly elogiaram a dupla e ambas classificaram Teen Dream como "A-". Em geral, o álbum foi considerado melhor que o antecessor pela Pitchfork, NME e Spin.
No entanto, alguns críticos depreciaram o álbum. Robert Christgau, selecionou apenas "Norway" e "Lover of Mine" e comentou que o álbum é apenas um "típico do gênero".Audra Schroeder do The Austin Chronicle chamou o álbum de "sólido", mas sentiu que "não era a obra-prima de Beach House", comentando que a dupla "ainda tinha um pouco de pó do ouro para jogar fora". Em uma crítica negativa, Tom Hughes, do The Guardian senti que Teen Dream é "cuidadosamente, até lindamente arranjado", mas "estranhamente gelado e melodicamente um pouco ineficaz".

### Reconhecimento e uso na mídia
O álbum foi incluído na lista de melhores álbuns lançados de 2010 pela Pitchfork, NME, Tiny Mix Mixtapes, Clash, Consequence of Sound, DIY, Paste, No Ripcord, American Songwriter, Billboard, Prefix, The Guardian, Under The Radar, MusicOHM, Time, Pretty Much Amazing, PopMatters e Rolling Stone. Além de, também ter sido adicionado na lista dos melhores lançamentos de álbuns de estúdio, ao decorrer de 2010 pelas revistas Slant Magazine, Q e Spin.
Teen Dream aparece na lista da NME dos "500 melhores álbuns de todos os tempos" lançado em 2013. Em 2014, a Pitchfork publicou uma lista classificando os "100 melhores discos da década de 2010", no ano de 2019 uma atualização dessa vez, com 200 álbuns eleitos "os melhores da década". O álbum é mencionada na edição lançada em 2014 do livro 1001 Albums You Must Hear Before You Die.
A canção "Take Care" está presente na trilha sonora do episódio 10 da última temporada de 13 Reasons Why e Tam no filme Chemical Hearts, durante os créditos finais.

## Desempenho nas tabelas musicais
O álbum estreou na posição de 43 no Billboard 200 com 13.000 cópias comercializadas em sua primeira semana. O álbum vendeu um total de 140.000 cópias em maio de 2012. Em abril de 2012, Teen Dream vendeu 21.000 cópias de vinil nos Estados Unidos, de acordo com a Nielsen Soundscan.
| Tabelas (2010)                                | Pico |
| --------------------------------------------- | ---- |
| Reino Unido (UK Albums Chart)                 | 78   |
| Reino Unido (UK Independent Albums Chart)     | 10   |
| Estados Unidos (Billboard 200)                | 43   |
| Estados Unidos (Billboard Independent Albums) | 6    |
| Estados Unidos (Top Alternative Albums)       | 6    |
| Estados Unidos (Top Rock Albums)              | 9    |

## Lista de faixas
Todas as letras escritas por Victoria Legrand, exceto "Used to Be" que foi co-escrito por Alex Scally, todas as músicas compostas por Beach House.
| N.º            | Título             | Duração |  |
| 1.             | "Zebra"            | 4:48    |  |
| 2.             | "Silver Soul"      | 4:58    |  |
| 3.             | "Norway"           | 3:53    |  |
| 4.             | "Walk in the Park" | 5:22    |  |
| 5.             | "Used to Be"       | 3:59    |  |
| 6.             | "Lover of Mine"    | 5:06    |  |
| 7.             | "Better Times"     | 4:23    |  |
| 8.             | "10 Mile Stereo"   | 5:03    |  |
| 9.             | "Real Love"        | 5:20    |  |
| 10.            | "Take Care"        | 5:48    |  |
| Duração total: | Duração total:     | 48:46   |  |

| faixas bônus na iTunes Store |                        |         |  |
| N.º                          | Título                 | Duração |  |
| 11.                          | "Norway" (single edit) | 4:03    |  |
| 12.                          | "Baby"                 | 3:01    |  |
| Duração total:               | Duração total:         | 55:50   |  |

Um kit especial contendo um CD (ou vinil) e um DVD foi lançado, cada faixa do disco é carregada com visuais psicodélicos.